# Morti nel 2005/Luglio
| Questa pagina contiene informazioni ricavate automaticamente dalle voci biografiche con l'ausilio del template Bio e di un bot. L'aggiornamento è periodico e automatico e ricostruisce completamente la pagina. Se manca una persona in questa lista, sei pregato di non aggiungerla, ma accertati piuttosto che la sua voce biografica contenga il template Bio e che i dati anagrafici siano correttamente compilati. Se il template Bio manca, inseriscilo tu stesso o, in alternativa, metti l'avviso {{tmp\|Bio}} che ne segnala la mancanza. Se i dati riportati sono sbagliati, correggi direttamente la voce biografica; le modifiche saranno visibili in questa lista entro pochi giorni. Per chiarimenti vedi il progetto biografie. La lista contiene solo le 127 persone che sono citate nell'enciclopedia e per le quali è stato implementato correttamente il template Bio. Pagina aggiornata al 10 apr 2025. |

- 1º luglio - Giuliana Gadola, partigiana, scrittrice e poetessa italiana (n. 1915)
- 1º luglio - Ivan Kolev, calciatore e allenatore di calcio bulgaro (n. 1930)
- 1º luglio - Luther Vandross, cantautore statunitense (n. 1951)
- 1º luglio - Fernando de Diego, traduttore e esperantista spagnolo (n. 1919)
- 2 luglio - Floriano Bodini, scultore, incisore e medaglista italiano (n. 1933)
- 2 luglio - Carla Candiani, attrice italiana (n. 1916)
- 2 luglio - Ernest Lehman, sceneggiatore, produttore cinematografico e regista statunitense (n. 1915)
- 2 luglio - Kenneth Pinyan, ingegnere statunitense (n. 1960)
- 2 luglio - Giulio Torrini, fotografo, fotoreporter e giornalista italiano (n. 1914)
- 3 luglio - Alberto Lattuada, regista, sceneggiatore e attore italiano (n. 1914)
- 3 luglio - Gaylord Nelson, politico e ambientalista statunitense (n. 1916)
- 3 luglio - Harrison Young, attore statunitense (n. 1930)
- 4 luglio - Tilly Fleischer, giavellottista tedesca (n. 1911)
- 4 luglio - June Haver, attrice statunitense (n. 1926)
- 4 luglio - Marga López, attrice argentina (n. 1924)
- 4 luglio - Sandra Majocchi, cestista italiana (n. 1923)
- 4 luglio - Hank Stram, allenatore di football americano statunitense (n. 1923)
- 5 luglio - James Stockdale, ammiraglio statunitense (n. 1923)
- 5 luglio - John Young, attivista scozzese
- 6 luglio - Ermanno Bazzocchi, ingegnere, dirigente d'azienda e politico italiano (n. 1914)
- 6 luglio - Ed McBain, scrittore e sceneggiatore statunitense (n. 1926)
- 6 luglio - Marcello Prando, attore, doppiatore e direttore del doppiaggio italiano (n. 1931)
- 6 luglio - Claude Simon, scrittore francese (n. 1913)
- 6 luglio - Pierre Jean Trần Xuân Hạp, vescovo cattolico vietnamita (n. 1920)
- 7 luglio - Henri Betti, compositore e pianista francese (n. 1917)
- 7 luglio - Stefano Lavagetto, politico italiano (n. 1935)
- 7 luglio - Germaine Lindsay, terrorista giamaicano (n. 1985)
- 7 luglio - Adolf Müller, lottatore svizzero (n. 1914)
- 7 luglio - Edoardo Veneri, calciatore italiano (n. 1917)
- 8 luglio - Linda Moretti, attrice italiana (n. 1921)
- 8 luglio - Yun Deok-ju, dirigente sportiva sudcoreana (n. 1921)
- 9 luglio - Evgenij Grišin, pattinatore di velocità su ghiaccio sovietico (n. 1931)
- 9 luglio - Kevin Hagen, attore statunitense (n. 1928)
- 9 luglio - Lu Wenfu, scrittore cinese (n. 1928)
- 9 luglio - Elios Vaccari, calciatore italiano (n. 1926)
- 10 luglio - Richard Eastham, attore statunitense (n. 1916)
- 10 luglio - Maurice-Bernard Endrèbe, scrittore, traduttore e autore televisivo francese (n. 1918)
- 10 luglio - Lorenzo Massarotto, alpinista italiano (n. 1950)
- 10 luglio - Alessandro Von Mayer, allenatore di calcio e calciatore italiano (n. 1923)
- 11 luglio - Piero Cappuccilli, baritono italiano (n. 1929)
- 11 luglio - Francisco Casamayor, sollevatore cubano (n. 1949)
- 11 luglio - Lidia De Grada, politica, insegnante e giornalista italiana (n. 1920)
- 11 luglio - Cecilia Gatto Trocchi, antropologa e scrittrice italiana (n. 1939)
- 11 luglio - Shinya Hashimoto, wrestler e attore giapponese (n. 1965)
- 11 luglio - Jesús Iglesias, pilota automobilistico argentino (n. 1922)
- 11 luglio - Ralph Johnson, cestista e allenatore di pallacanestro statunitense (n. 1921)
- 11 luglio - Frances Langford, cantante e comica statunitense (n. 1913)
- 11 luglio - Samuel Schemberg, pallanuotista brasiliano (n. 1925)
- 12 luglio - Giuseppe Brolis, dirigente sportivo italiano (n. 1923)
- 12 luglio - Leo Picchi, calciatore, cestista e dirigente sportivo italiano (n. 1921)
- 13 luglio - Enrico Bonino, poeta e scrittore italiano (n. 1922)
- 13 luglio - Michele Carlotto, presbitero italiano (n. 1919)
- 14 luglio - Coulby Gunther, cestista e allenatore di pallacanestro statunitense (n. 1923)
- 14 luglio - Joe Harnell, compositore, pianista e arrangiatore statunitense (n. 1924)
- 14 luglio - Luigi Locati, vescovo cattolico e missionario italiano (n. 1928)
- 14 luglio - Cicely Saunders, infermiera, medica e filosofa britannica (n. 1918)
- 14 luglio - Joseph Burney Trapp, storico, bibliotecario e storico della letteratura neozelandese (n. 1925)
- 15 luglio - Anne Drungis, schermitrice statunitense (n. 1930)
- 16 luglio - Giuseppe Belotti, editore e politico italiano (n. 1908)
- 16 luglio - Giampiero Bianchi, attore italiano (n. 1945)
- 16 luglio - Pietro Consagra, scultore e scrittore italiano (n. 1920)
- 16 luglio - Camillo Felgen, cantante lussemburghese (n. 1920)
- 16 luglio - Maurizio Lucidi, regista, montatore e sceneggiatore italiano (n. 1932)
- 16 luglio - John Ostrom, paleontologo statunitense (n. 1928)
- 16 luglio - Natale Pisicchio, politico italiano (n. 1921)
- 16 luglio - Carmelo Santalco, politico italiano (n. 1921)
- 17 luglio - Laurel Aitken, cantante cubano (n. 1927)
- 17 luglio - Gina Lagorio, scrittrice e critica letteraria italiana (n. 1922)
- 17 luglio - David Cluett, calciatore maltese (n. 1965)
- 17 luglio - Geraldine Fitzgerald, attrice irlandese (n. 1913)
- 17 luglio - Edward Heath, politico e militare britannico (n. 1916)
- 17 luglio - Magdalena Mouján, matematica e scrittrice argentina (n. 1926)
- 17 luglio - Maria Vierdag, nuotatrice olandese (n. 1905)
- 18 luglio - Bill Hicke, hockeista su ghiaccio canadese (n. 1938)
- 18 luglio - Mario Valgoi, attore e doppiatore italiano (n. 1939)
- 18 luglio - William Westmoreland, generale statunitense (n. 1914)
- 19 luglio - Jim Aparo, fumettista statunitense (n. 1932)
- 19 luglio - Alain Bombard, medico, biologo e navigatore francese (n. 1924)
- 19 luglio - Edward Bunker, scrittore, sceneggiatore e attore statunitense (n. 1933)
- 19 luglio - Lucien Lazaridès, ciclista su strada greco (n. 1922)
- 19 luglio - Mahmoud Asgari e Ayaz Marhoni, iraniano (n. 1989)
- 19 luglio - Giorgio Milani, politico, partigiano e sindacalista italiano (n. 1927)
- 20 luglio - Ivo Barnabò Micheli, regista e sceneggiatore italiano (n. 1942)
- 20 luglio - James Doohan, attore e glottoteta canadese (n. 1920)
- 20 luglio - Giovanni Semerano, bibliotecario, filologo classico e linguista italiano (n. 1911)
- 21 luglio - Brynley Allen, calciatore gallese (n. 1921)
- 21 luglio - Long John Baldry, cantante e chitarrista britannico (n. 1941)
- 21 luglio - Andrzej Grubba, tennistavolista polacco (n. 1958)
- 21 luglio - Lord Alfred Hayes, wrestler britannico (n. 1928)
- 21 luglio - Antonio Zavagnin, politico e sindacalista italiano (n. 1925)
- 22 luglio - Hinako Sugiura, fumettista giapponese (n. 1958)
- 22 luglio - George D. Wallace, attore statunitense (n. 1917)
- 23 luglio - Carlo Montarsolo, pittore italiano (n. 1922)
- 24 luglio - Enzo Del Forno, cantante italiano (n. 1936)
- 24 luglio - Tullia Magrini, etnomusicologa e antropologa italiana (n. 1950)
- 24 luglio - Richard Doll, medico, epidemiologo e fisiologo britannico (n. 1912)
- 25 luglio - Giulio Cantoni, farmacologo italiano (n. 1915)
- 25 luglio - Eddie Crook Jr., pugile statunitense (n. 1929)
- 25 luglio - Sonny Hertzberg, cestista statunitense (n. 1922)
- 25 luglio - Albert Mangelsdorff, musicista, docente e trombonista tedesco (n. 1928)
- 25 luglio - Ford Rainey, attore statunitense (n. 1908)
- 25 luglio - Bruno Varani, cestista argentino (n. 1925)
- 26 luglio - Marco Baccalini, politico italiano (n. 1921)
- 26 luglio - Pierre Broué, storico e attivista francese (n. 1926)
- 26 luglio - Mario David, calciatore e allenatore di calcio italiano (n. 1934)
- 26 luglio - Alexander Golitzen, scenografo statunitense (n. 1908)
- 26 luglio - Camilla de Castro, attrice pornografica brasiliana (n. 1979)
- 27 luglio - Tungia Baker, attrice neozelandese (n. 1939)
- 27 luglio - Cesare Cases, germanista, traduttore e critico letterario italiano (n. 1920)
- 27 luglio - Franco Di Francescantonio, attore e scenografo italiano (n. 1952)
- 28 luglio - Jair Rosa Pinto, calciatore e allenatore di calcio brasiliano (n. 1921)
- 29 luglio - Franco Magni, fisiologo italiano (n. 1930)
- 29 luglio - Italo Mazzero, calciatore italiano (n. 1936)
- 29 luglio - Pat McCormick, attore e comico statunitense (n. 1927)
- 29 luglio - Al McKibbon, contrabbassista statunitense (n. 1919)
- 29 luglio - Hildegarde, cantante e cabarettista statunitense (n. 1906)
- 30 luglio - Ilvo Bozzi, calciatore italiano (n. 1928)
- 30 luglio - John Garang, politico, guerrigliero e militare sudsudanese (n. 1945)
- 30 luglio - Alain Peltier, pilota automobilistico belga (n. 1948)
- 30 luglio - Vittorio Schiavi, calciatore italiano (n. 1916)
- 30 luglio - Lucky Thompson, sassofonista e compositore statunitense (n. 1924)
- 31 luglio - Ferdinando Chevrier, pittore italiano (n. 1920)
- 31 luglio - Wim Duisenberg, banchiere, politico e economista olandese (n. 1935)
- 31 luglio - Armando Ferreira, calciatore portoghese (n. 1919)
- 31 luglio - Oreste Gelmini, politico italiano (n. 1912)
- 31 luglio - Frank Mangiapane, cestista statunitense (n. 1925)
- 31 luglio - Alfredo Papa, imitatore e conduttore televisivo italiano (n. 1953)